# ASB17
ASB17 (англ. Ankyrin repeat and SOCS box containing 17) – білок, який кодується однойменним геном, розташованим у людей на 1-й хромосомі. Довжина поліпептидного ланцюга білка становить 295 амінокислот, а молекулярна маса — 34 282.
| 10         |  | 20         |  | 30         |  | 40         |  | 50         |
| ---------- |  | ---------- |  | ---------- |  | ---------- |  | ---------- |
| MSKSTKLCGK |  | TSCPRSNIFC |  | NLLDKIVKRP |  | SLQFLGQWGY |  | HCYEPRIYRS |
| LAKILRYVDL |  | DGFDALLTDY |  | IAFVEKSGYR |  | FEVSFNLDFT |  | EICVNTILYW |
| VFARKGNPDF |  | VELLLKKTKD |  | YVQDRSCNLA |  | LIWRTFTPVY |  | CPSPLSGITP |
| LFYVAQTRQS |  | NIFKILLQYG |  | ILEREKNPIN |  | IVLTIVLYPS |  | RVRVMVDREL |
| ADIHEDAKTC |  | LVLCSRVLSV |  | ISVKEIKTQL |  | SLGRHPIISN |  | WFDYIPSTRY |
| KDPCELLHLC |  | RLTIRNQLLT |  | NNMLPDGIFS |  | LLIPARLQNY |  | LNLEI      |

A: Аланін

C: Цистеїн

D: Аспарагінова кислота

E: Глутамінова кислота

F: Фенілаланін

G: Гліцин

H: Гістидин

I: Ізолейцин

K: Лізин

L: Лейцин

M: Метіонін

N: Аспарагін

P: Пролін

Q: Глутамін

R: Аргінін

S: Серин

T: Треонін

V: Валін

W: Триптофан

Задіяний у такому біологічному процесі, як убіквітинування білків. 